# Lorenzo Hervás
Lorenzo García y Panduro, luego cambiados sus apellidos a Hervás y Panduro, y en nuestro tiempo comúnmente Lorenzo Hervás (Horcajo de Santiago, Cuenca, 10 de mayo de 1735-Roma, 24 de agosto de 1809), fue un polígrafo jesuita, lingüista y filólogo español, padre de la lingüística comparada y uno de los principales autores de la Escuela Universalista Española del siglo XVIII.

## Biografía

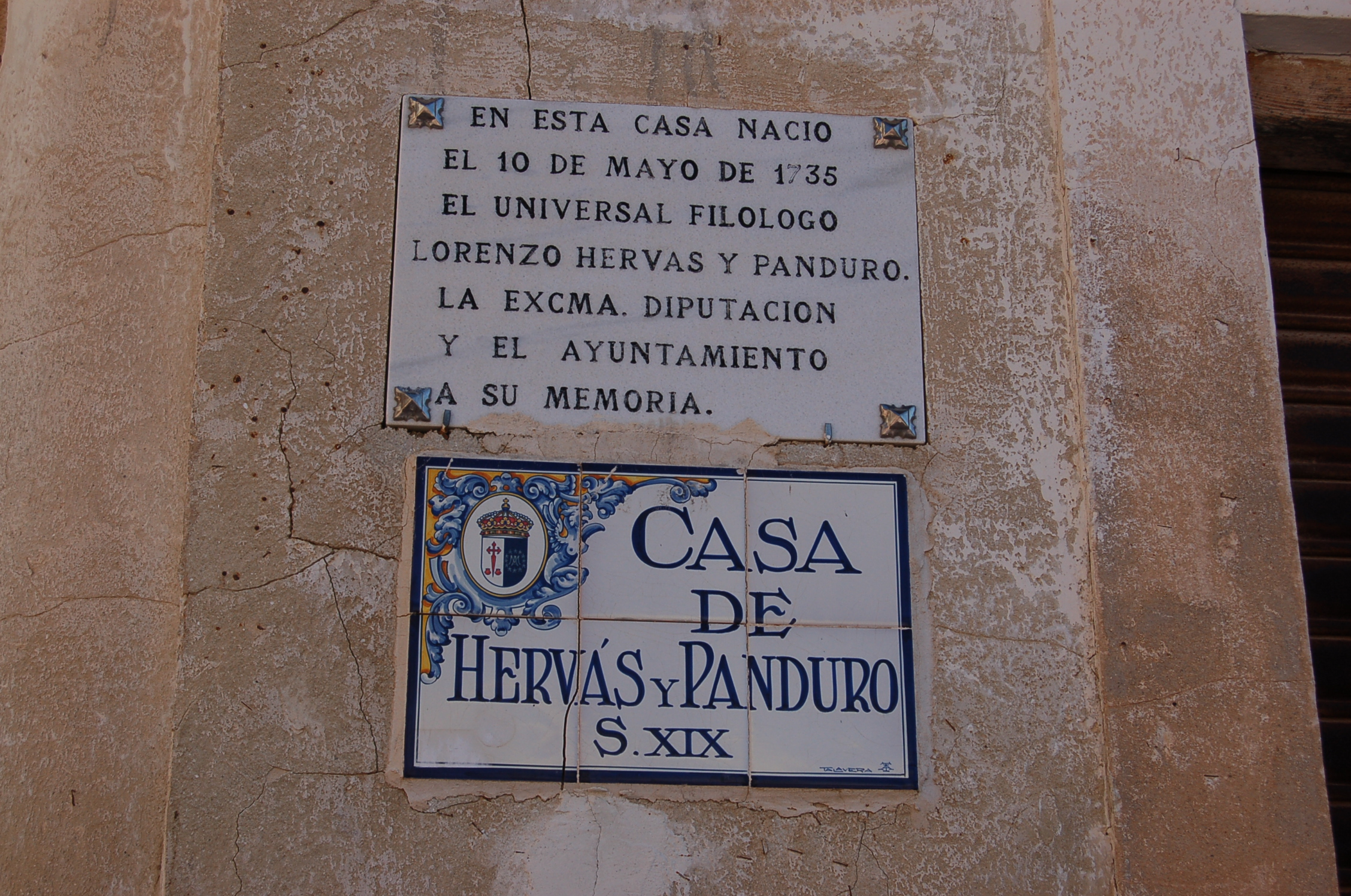
Placa en su casa natal.

Sus padres fueron Juan García Hervás e Inés Panduro, modestos labradores de escasa fortuna. Fue el tercero y último de sus hijos. Ingresó en la Compañía de Jesús en Madrid el 29 de septiembre de 1749 y estudió siete años de filosofía y teología en la Universidad Complutense, además de cánones y, muy especialmente, matemáticas y astronomía, ciencias estas últimas en las que demostró grandes aptitudes. En 1760 se ordenó sacerdote. Después de misionar dos años en el obispado de Cuenca, se trasladó a Cáceres, donde enseñó latín en el colegio de los jesuitas. En 1761 residió en Madrid y enseñó metafísica en el Seminario de Nobles, que pasó a dirigir en 1762. Dos años después fue destinado como maestro de filosofía al colegio de la Anunciata, de Murcia. Según la biografía de Hervás y Panduro de Fermín Caballero en sus Conquenses ilustres (pp. 117-122), el abate Hervás nunca estuvo en América.
Cuando los jesuitas fueron expulsados por Carlos III en 1767, marchó a Córcega y enseguida a Italia, estableciéndose en Forlí, donde vivió hasta 1773 con otros jesuitas de la provincia eclesiástica jesuita de Toledo, entregado a la investigación y el estudio de las matemáticas, la astronomía, las ciencias naturales y la lingüística. El contacto con jesuitas de todo el mundo le facilitó compilar informaciones sobre todo tipo de lenguas. Pasó luego a Cesena, donde el marqués de Chini le ofreció hospitalidad como preceptor de sus hijos. Allí emprendió su obra maestra, la enciclopedia Idea dell'Universo (Cesena, 1778-1792), dividida en once tomos repartidos en 21 volúmenes. Aunque escrita en italiano, él mismo la tradujo al español y la imprimió en España.
Tras once años de estancia en la Romaña, pasó a Roma para consultar la bibliografía de la Biblioteca Vaticana. Publica Origine, formazione, mecanismo ed armonia degl' Idiomi (Origen, formación, funcionamiento y armonía de los idiomas, 1785), Vocabolario poliglotto, con prolegomeni sopra più de CL lingue (Vocabulario multilingüe, con introducciones sobre más de 150 lenguas, 1787), Saggio practicco delle Lingue con prolegomeni e una raccolta di orazioni dominicali in più di trecento lingue e dialetti ("Recopilación práctica de las Lenguas con introducciones y una recolección de oraciones dominicales en más de trescientas lenguas y dialectos", 1787). En Roma entra en contacto con la Escuela de Sordomudos de Tommaso Silvestri (fallecido en 1789) y Camilo Mariani, quienes explicaban el método educativo que el Abate L'Epée desarrolló anteriormente en el Instituto Nacional de Sordomudos de París y aprendió sus métodos, que más tarde divulgaría en español. Es nombrado teólogo asesor del cardenal Albani en 1798 y canonista del cardenal Reverella.
Volvió a España entre 1798, acogiéndose a un decreto de Carlos IV que permitía a los jesuitas volver individualmente a España y residió algún tiempo en Barcelona; allí colabora con Juan Albert Martí en la fundación y establecimiento de la Escuela Municipal de Sordomudos (1800); aprovecha también para investigar en el Archivo de la Corona de Aragón y en el Archivo de la Orden de Santiago en Uclés, como resultado de lo cual imprimió una Descripción del archivo de la Corona de Aragón, existente en la ciudad de Barcelona y noticia del archivo general de la Orden militar de Santiago en su convento de Uclés folleto, compuesto de dos opúsculos y publicado en Cartagena en 1801; el mismo año y en el mismo sitio imprimió unas Preeminencias y dignidad que en la militar Orden de Santiago tienen su prior eclesiástico y su casa matriz. Visitó las cercanas ruinas de Cabeza del Griego que, en medio de gran polémica, identificó con la antigua Segóbriga de los romanos. Descansó luego una temporada en su pueblo natal; sin embargo, el decreto fue revocado y volvió a ser desterrado a Italia, en 1802; fijó su residencia en Roma, y allí el papa Pío VII lo nombró en 1804 prefecto de la biblioteca del palacio del Quirinal. 
En 1805 es nombrado socio emérito de la Sociedad Económica Vascongada; también lo fue de la Real Academia de Ciencias y Antigüedades de Dublín y de la Etrusca de Crotona. Tradujo la Historia de la Iglesia del abad Berault-Bercastel (Madrid 1797-1808). En Roma trabajó incansablemente hasta poner en orden sus escritos hasta que le sorprendió la muerte el 24 de agosto de 1809.

## La extensa obra de Lorenzo Hervás
Lorenzo Hervás, autor de obra muy extensa, cuenta a su vez con una cuantiosa bibliografía secundaria pero todavía de perfiles dispersos. Escribió unos 90 volúmenes. En italiano, De'vantaggi e svantaggi dello stato temporale di Cesena (Cesena 1776), que trata de las ventajas y desventajas del estado temporal de Cesena. Su obra fundamental es una especie de enciclopedia escrita en italiano, la Idea dell'Universo, (Cesena, 1778-1792). La obra se divide en once tomos repartidos en 21 volúmenes y tres partes: Historia de la vida del hombre (ocho volúmenes), Elementos cosmográficos (ocho volúmenes) y, sobre todo, Lengua (cinco volúmenes). Esta última parte fue la que más fama le dio. Contiene un catálogo y estudio de centenares de lenguas, como nunca había sido realizado, muchas de ellas exóticas, incorporando una relación bibliográfica extensa de los autores que escribieron gramáticas y diccionarios en diversos idiomas. Sirviéndose de esta última parte, redactará después, en castellano, su versión final española con el título de Catálogo de las Lenguas (1800-1805), al que añadió nuevos datos, resultado de su experiencia sobre la materia, pues entre la publicación de ambas obras transcurrieron 18 años. En 1792 publicó un "Apéndice", el tomo 22, que lleva por título Analisi filosofico-teologica della natura della carita (Foligno 1792) (Análisis filosófico-teológico de la caridad, o sea, del amor de Dios). En esta época publica también Virilità dell' Uomo (Virilidad del Hombre, en cuatro volúmenes., 1779-80); Vecchiaja e morte dell' Uomo (Envejecimiento y muerte del Hombre, 1780). Viaggio estatico al Mondo planetario (Viaje estático al mundo planetario, 1780, de la que después hará una versión revisada en español); Storia della Terra (Historia de la Tierra, 1781-83, en seis volúmenes).
En 1789 comenzó una edición española mejor estructurada de su enciclopedia (sus obras escritas en castellano no fueron simples traducciones de las publicadas en italiano, sino obras nuevas, algunas de ellas sobre la base de las anteriores, pero notablemente mejoradas y ampliadas y con nuevos capítulos). Dividió la enciclopedia en cuatro obras independientes: Historia de la vida del hombre (Madrid, 1789 a 1799, siete volúmenes), Viaje estático al mundo planetario (Madrid, 1793 a 1794), cuatro volúmenes, un tratado de astronomía en el que da a conocer los últimos descubrimientos de Herschel; El hombre físico es una obra basada en conocimientos quirúrgicos, anatómicos y fisiológicos sobre el cuerpo humano, y Catálogo de las lenguas. Investigó también la lingüística de las lenguas de signos de las personas sordas, y con tal fin escribió una Escuela española de sordomudos o arte para enseñarles a escribir y hablar el idioma español (Madrid, 1795, dos volúmenes) y un Catecismo de doctrina cristiana para instrucción de los mismos. Se conservan además varias obras manuscritas suyas en la Biblioteca Nacional de Madrid: Historia del arte de escribir, dos volúmenes, Paleografía universal y Gramática de la lengua italiana. En los archivos de los jesuitas hay otras: Biblioteca jesuítico-española de escritores que han florecido por cinco lustros, dos volúmenes; Gramáticas de veinticinco lenguas; Vocabularios de otras lenguas y una Disertación sobre el origen, formación y calidad de la escritura china Ético-política de Confucio, El hombre vuelto a la Religión, Historia de las primeras colonias de América, entre muchas otras obras inéditas.

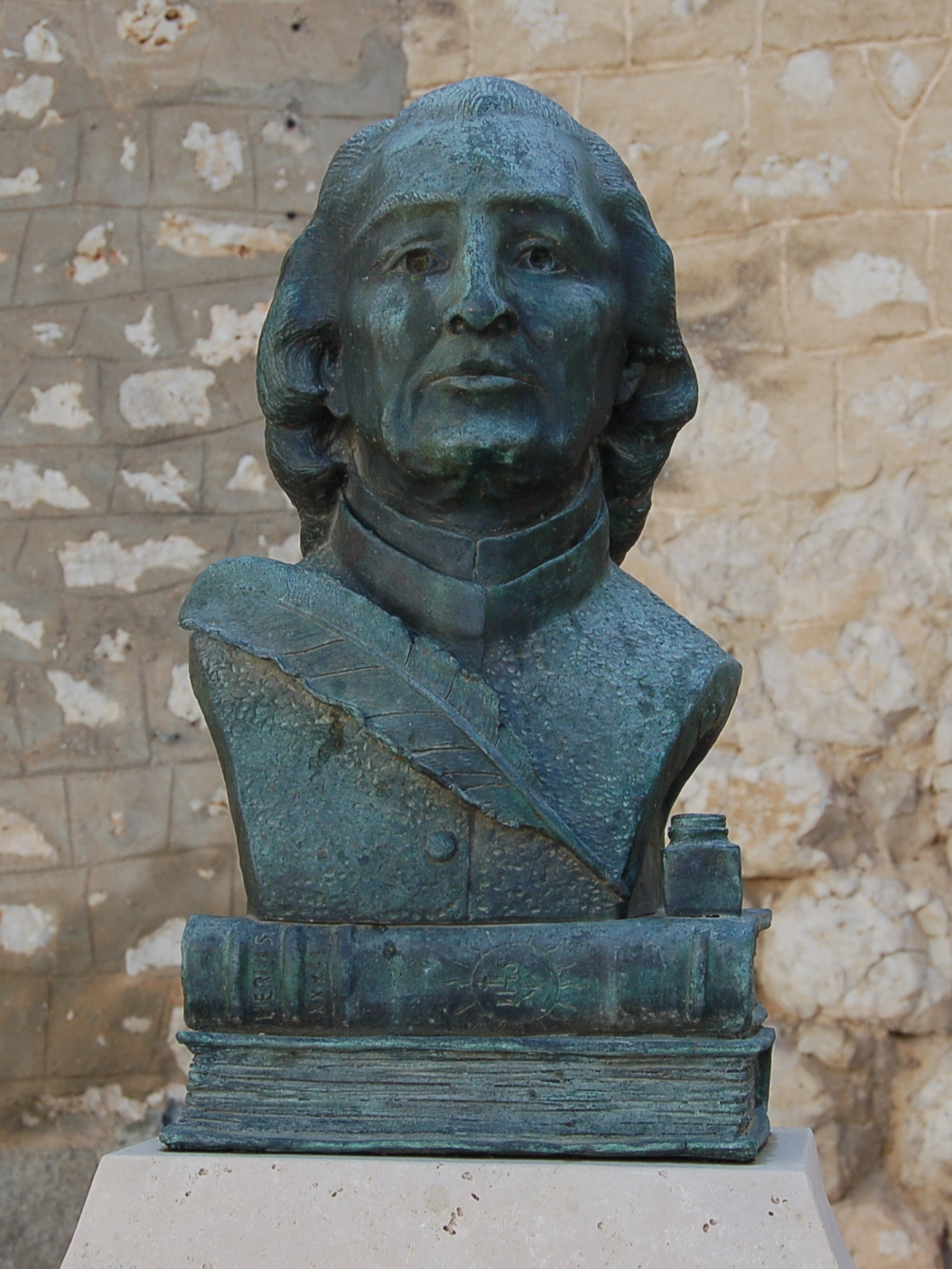
Busto de Lorenzo Hervás en su pueblo natal.

Preocupado por la Revolución francesa, expuso sus propias opiniones en el ensayo Causas de la Revolución de Francia en el año 1789, y otros medios de que se han valido para efectuarla los enemigos de la religión y del Estado (Madrid, 1807-circulando manuscrito ya desde alrededor de 1795). Por dicha obra, entre otras, se le considera uno de los principales representantes del pensamiento reaccionario en España. Completan su obra la Descripción del Archivo de la Corona de Aragón, La primitiva población de América y explicación de insignes pinturas mejicanas y el valiosísimo Catálogo de manuscritos españoles y portugueses en Roma.
Fue Lorenzo Hervás un humanista de fuerte sentido humanitarista y preocupado por los aspectos sociales de su época; a las personas sordas (que él vino a llamar prelocutivos y antes eran simplemente denominados "mudos") compuso un catecismo y otro para las escuelas de Horcajo de Santiago. El recuerdo de su niñez y lo que contemplará en Horcajo al volver del exilio le hizo expresar la conveniencia de que a los niños se les debería estimular con una paga semanal, para que el ganarse la vida no fuera un obstáculo para acudir a la escuela. Atento a los problemas de la educación, para la mujer propuso una mayor formación en lo moral y civil, así como en lo científico, valiente afirmación, en una época en que el acceso a la educación estaba prácticamente vetado a las mujeres. En general, propugnó también una más equitativa distribución de la riqueza y más justa proporcionalidad de los salarios a fin de conseguir un mayor bienestar de los trabajadores.

## La obra lingüística de Lorenzo Hervás
Aparte de su importante Escuela española de Sordomudos (1795), en la cual revela su penetrante capacidad como teórico del lenguaje y le convierte en el maestro de una disciplina que es básicamente de creación hispana, como había hecho notar Juan Andrés justo antes (1793), Hervás es sobre todo uno de los fundamentadores de la ciencia lingüística. El Catálogo de las Lenguas de las naciones conocidas y enumeración, división y clases de estas según la diversidad de sus idiomas y dialectos (Madrid, 1800-1805, seis volúmenes), es reelaboración de la anterior versión italiana Catalogo delle Lingüe publicada en Cesena. Según Menéndez Pelayo, debe considerarse el Catálogo de las lenguas como obra diversa de la italiana y preferible a esta. Esto es así cuando menos en líneas generales. A juicio de Antonio Tovar, Hervás es el brillante ejemplo de los méritos de un precursor, siendo que el descubrimiento de la lingüística histórica y comparada "ha sido preparado por sus ideas y trabajos".
En el volumen dedicado, en la versión italiana, al Vocabulario Poliglotto, se forma un léxico de sesentaitrés palabras traducidas a más de ciento cincuenta lenguas. Esta progresión ya era insólita en su fecha. El Catálogo de las Lenguas ofrece traducción del Padrenuestro a trescientas lenguas y dialectos, incluidas muchísimas indígenas hispanoamericanas, y construye la gramática de más de cuarenta. La múltiple traducción del Padrenuestro permitió a Hervás obtener "conclusiones sobre la estructura gramatical de la mayoría de las lenguas". La obra es, pues, muy superior a todas las precedentes en visión y profundidad, incluyendo, claro es, las célebres elaboraciones de Peter Simon Pallas y el Mitrídates de Vater y Adelung. Los hermanos Humboldt básicamente se aprovecharon con muy poco agradecimiento de los materiales de Hervás, como ya dejó notar, en lo que a lingüística se refiere, Max Müller en 1861. Hervás regaló a Wilhelm von Humboldt el manuscrito de las Gramáticas abreviadas de las dieciocho lenguas principales de América, obra de la que se aprovecharon Vater y Adelung. Entre el encubrimiento y el reconocimiento, es un hecho que Hervás ha sido considerado por muchos, y quizás así haya pasado a la historia de la lingüística de cuño no anglosajón, con el título de padre de la Lingüística comparada. Hervás coincidía con Humboldt en que la lengua era también una visión del mundo y de la realidad:
Las lenguas no son sólo códigos de hablar, sino también métodos para hablar y pensar
Según Coseriu, debe hacerse un estudio detenido de la concepción lingüística de Hervás en relación con sus conceptos de "artificio gramatical", substrato, estructura de las lenguas, arbitrariedad del signo, relación lengua/historia, sus aportaciones a la lingüística románica e hispánica y al estudio de ciertas lenguas particulares, así como su probable influencia sobre Wilhelm von Humboldt en lo que se refiere al "análisis estructural mediante la traducción literal" y a "la idea de la constancia y estabilidad de los sistemas lingüísticos".
Veinticinco años antes de que Franz Bopp demostrara científicamente la existencia de la familia indoeuropea, estableció por primera vez en Europa el parentesco entre griego y sánscrito. Frente a los lingüistas franceses, demostró que el hebreo no fue la lengua del Paraíso ni la primigenia; dejó sentado definitivamente su parentesco con otras lenguas semíticas, tales como el arameo, árabe y siríaco. Sostuvo la teoría del vasco-iberismo y la demostró con procedimientos científicos. Estableció dos nuevas familias de lenguas, la malayo-polinesia y la fino-ugria. Su mayor timbre de gloria consiste en haber sido citado elogiosamente por lingüistas de la talla de Otto Jespersen y W. von Humboldt. Fue el primero en reconocer la superior importancia de la gramática y la morfología para decidir el parentesco de las lenguas, en lo que siguió las ideas de Leibniz. Para él lo más persistente de una lengua no es el vocabulario, sino la estructura gramatical y fonética. Hasta entonces lo que se comparaba era el léxico y así lo hicieron los recopiladores de la Pallas y los comparatistas Adelung-Vaten. Como hombre de visión universal, no se limitó al estrecho marco de las lenguas europeas, lo que ya hizo en parte Escalígero, sino que abarcó lenguas de todo el mundo; pare ello recogió datos directos o a través de misioneros, que le prestaron una valiosa colaboración en lo referente a lenguas americanas y de Insulindia.
Es preciso tener en cuenta que el propósito de Hervás es en principio de carácter antropológico, siendo el procedimiento lingüístico y en general incluso su estudio de las lenguas un camino para llegar a establecer las familias étnicas. En realidad esta es la finalidad de buena parte de sus más importantes investigaciones y la razón por la cual ha de ser considerado uno de los creadores de la Etnología e incluso la Antropología modernas, al igual que Antonio Eximeno en relación con la Musicología.
Lorenzo Hervás, principal fundamentador de la Lingüística comparada, es en consecuencia uno de los iniciadores del comparatismo moderno o Comparatística, junto a los también jesuitas españoles Juan Andrés y Antonio Eximeno, es decir la Escuela Universalista Española del siglo XVIII.

## Obras
- De'vantaggi e esvanttaggi dello stato temporale di Cesena (Cesena 1776)
- Idea dell'Universo, (Cesena, 1778-1792). La obra se divide en once tomos repartidos en 21 volúmenes y tres partes: Historia de la vida del hombre (ocho volúmenes), Elementos cosmográficos (ocho volúmenes) y, sobre todo, Lengua (cinco volúmenes).
- Analisi filosofico-teologica della natura della carita (Foligno 1792) (Análisis filosófico-teológico de la caridad, o sea, del amor de Dios)
- Virilità dell' Uomo ("Virilidad del Hombre", en 4 volúmenes, 1779-80)
- Vecchiaja e morte dell' Uomo ("Envejecimiento y muerte del Hombre", 1780).
- Viaggio statico al Mondo planetario ("Viaje estático al mundo planetario", 1780, de la que después hará una versión revisada en español, Viaje estático al mundo planetario: en el que se observan el mecanismo y los principales fenómenos del cielo; se indagan las causas físicas, y se demuestran la existencia de Dios y sus admirables atributos, Madrid, Imp. de Aznar, 1793 y 1794, 4 vols.).
- Storia della Terra ("Historia de la Tierra", 1781-83, en 6 volúmenes).
- Descripción del archivo de la Corona de Aragón, existente en la ciudad de Barcelona y noticia del archivo general de la Orden militar de Santiago en su convento de Uclés (Cartagena en 1801).
- Preeminencias y dignidad que en la militar Orden de Santiago tienen su prior eclesiástico y su casa matriz (Cartagena en 1801).
- Catálogo de las Lenguas de las naciones conocidas y enumeración, división y clases de estas según la diversidad de sus idiomas y dialectos (Madrid, 1800-1805, seis vols.).
- Gramáticas abreviadas de las dieciocho lenguas principales de América.
- Escuela española de Sordomudos o arte para enseñarles a escribir y hablar el idioma español (Madrid, 1795, 2 vols.) y un Catecismo de doctrina cristiana.
- Historia de la vida del hombre (Madrid, 1789 a 1799, 7 vols.),
- Viaje estático al mundo planetario (Madrid, 1793 a 1794).
- El hombre físico.
- Biblioteca jesuítica-española, 2 vols. Hay edición moderna: Biblioteca jesuítico-española (1759-1799). Estudio introductorio, edición crítica y notas por Antonio Astorgano Abajo, Madrid, LIBRIS, 2007.
- Causas de la revolución de Francia, 1807, 2 vols.
- Cotejo entre Cano y Villavicencio, folleto inédito.
- Gramática de la lengua italiana, manuscrito inédito.
- Disertación sobre la escritura china, manuscrito inédito.
- Disertación sobre la peste, manuscrito inédito.
- Ensayo de paleografía universal, 3 vols. manuscritos inéditos.
- Historia del arte de escribir, 2 vols. manuscritos inéditos.
- Tratado de la doctrina práctica de la Iglesia, 2 vols. manuscritos inéditos.
- Primitiva población de América, 4 vols. manuscritos inéditos.
- Compendio de la medicina de Brown, manuscrito inédito.
- Lettera sul calendario messicano, un folleto impreso en italiano.
- Los Salmos de David, volumen manuscrito inédito.
- El hombre en sociedad, volumen manuscrito inédito.
- El hombre en religión, 3 vols. manuscritos inéditos.
- Celtiberia primitiva, volumen manuscrito inédito.
- De la primitiva división del tiempo, volumen manuscrito inédito.
- Catálogos de manuscritos españoles en Roma, volumen manuscrito inédito.